# Liedertswil
Liedertswil est une commune suisse du canton de Bâle-Campagne, située dans le district de Waldenburg.

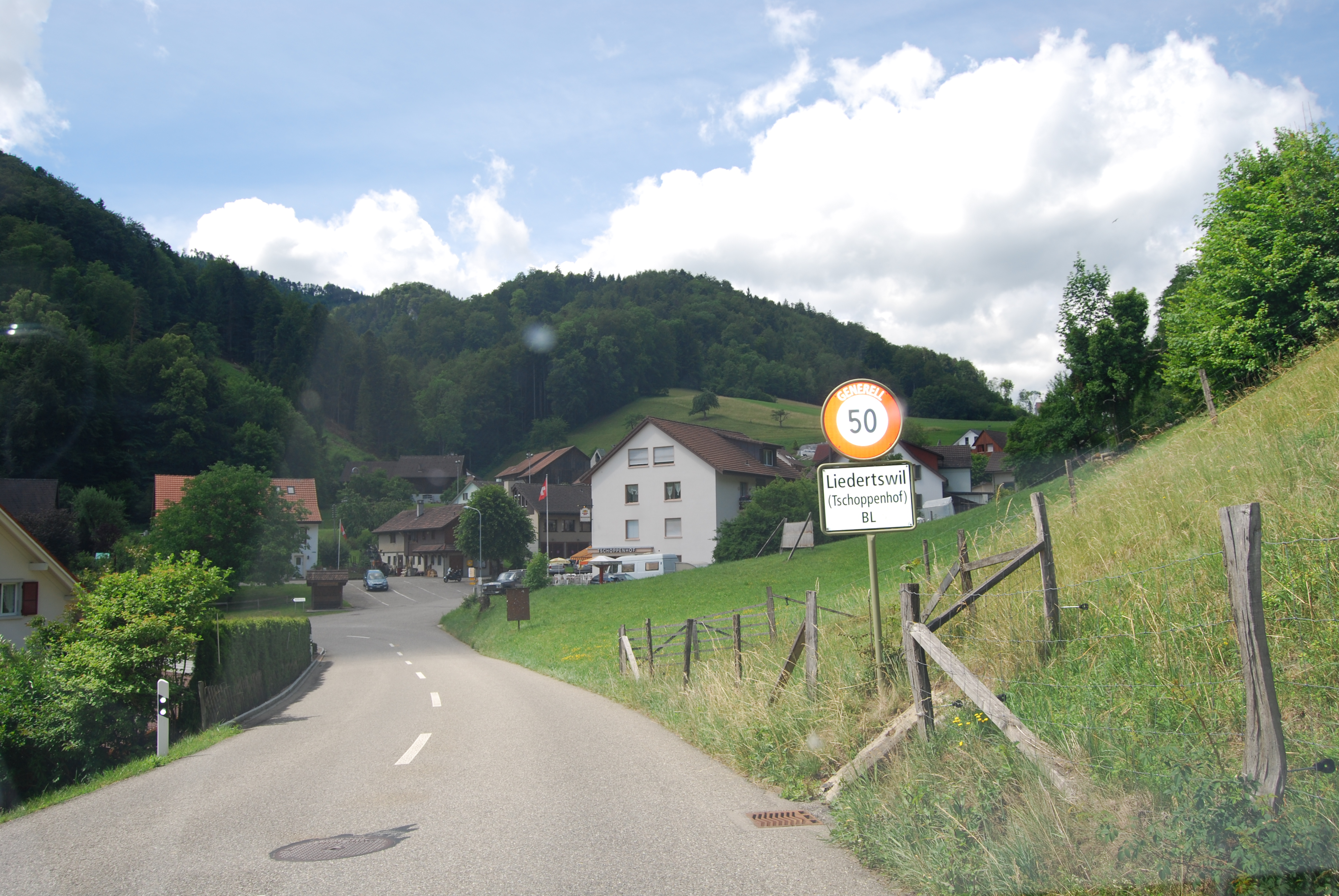
Liedertswil